# Istigobius
Genre
Istigobius est un genre de poissons de la famille des Gobiidae.

## Espèces
Selon World Register of Marine Species (11 décembre 2015) :
- Istigobius campbelli (Jordan & Snyder, 1901)
- Istigobius decoratus (Herre, 1927)
- Istigobius diadema (Steindachner, 1876)
- Istigobius goldmanni (Bleeker, 1852)
- Istigobius hoesei Murdy & McEachran, 1982
- Istigobius hoshinonis (Tanaka, 1917)
- Istigobius nigroocellatus (Günther, 1873)
- Istigobius ornatus (Rüppell, 1830)
- Istigobius perspicillatus (Herre, 1945)
- Istigobius rigilius (Herre, 1953)
- Istigobius spence (Smith, 1947)